# Pristimantis jubatus
Pristimantis jubatus är en groddjursart som först beskrevs av García och Lynch 2006.  Pristimantis jubatus ingår i släktet Pristimantis och familjen Strabomantidae. IUCN kategoriserar arten globalt som nära hotad. Inga underarter finns listade i Catalogue of Life.